# Longone al Segrino
Longone al Segrino ist eine norditalienische Gemeinde (comune) mit 1952 Einwohnern (Stand 31. Dezember 2023) in der Provinz Como in der Lombardei. 

## Geographie
Die Gemeinde liegt etwa 12,5 Kilometer ostnordöstlich von Como am Westufer des Lago di Segrino und umfasst die Fraktion Morchiuso. Nachbargemeinden sind: Canzo, Erba, Eupilio, Proserpio.

## Geschichte
Als im Jahre 222 der Prokonsul Caio Metello hier entlang zog, ist noch nichts von einer Siedlung überliefert, allerdings siedelten die Kelten bereits viele Jahre vor den Römern in diesem Gebiet. Das Gebiet wurde im Laufe der Zeit immer wieder durch fremde Truppen verheert.

## Sehenswürdigkeiten
- Pfarrkirche San Fedele martire (1721)[2]
- Kirche Santa Maria in Prato (1765)[3]

## Persönlichkeiten
- Carlo Emilio Gadda (1893–1973), italienischer Schriftsteller, Ingenieur